# Schriften zur Geistesgeschichte des östlichen Europa
Die Schriften zur Geistesgeschichte des östlichen Europa sind eine Schriftenreihe des Osteuropa-Instituts (OEI) in Regensburg, das 2012 im neu gegründeten Institut für Ost- und Südosteuropaforschung aufging, eine der größten und traditionsreichsten außeruniversitären Forschungseinrichtungen seiner Art in Deutschland. Die Reihe erschien in den Jahren von 1967 bis 2006. Insgesamt erschienen 29 Bände. Anfangs wurde sie von Hans Georg Beck, Alois Schmaus und Georg Stadtmüller herausgegeben, Träger war die Fritz Thyssen Stiftung. Als neuste Herausgeber werden Martin Schulze Wessel, Hermann Beyer-Thoma unter Redaktionsassistenz von Larissa Schulz genannt. Die Reihe erscheint im Harrassowitz Verlag in Wiesbaden. Der Großteil der älteren Bände der Reihe ist als Volltext online abrufbar.

## Bände
- 1 Vera von Falkenhausen: Untersuchungen über die byzantinische Herrschaft in Süditalien vom 9. bis ins 11. Jahrhundert. 1967. Digitalisat
- 2 Victor Glötzner: Die strafrechtliche Terminologie des Uloženie 1649. Untersuchungen zur russischen Rechtsgeschichte und Gesetzessprache. 1967.
- 3 Ambrosius K. Eszer: Das abenteuerliche Leben des Johannes Laskaris Kalopheros. Forschungen zur Geschichte der ost-westlichen Beziehungen im 14. Jahrhundert. 1969.
- 4 Günter Weiss: Joannes Kantakuzenos – Aristokrat, Staatsmann, Kaiser und Mönch- in der Gesellschaftsentwicklung von Byzanz im 14. Jahrhundert. 1969.
- 5 Perikles P. Joannou: Démonologie populaire – démonologie critique au XIe siècle. La vie inédite de S. Auxence par M. Psellos. 1971.
- 6 Christine Strube: Die westliche Eingangsseite der Kirchen von Konstantinopel in justinianischer Zeit. Architektonische und quellenkritische Untersuchungen. 1973.
- 7 Edgar Hösch: Orthodoxie und Häresie im alten Rußland. 1975.
- 8 Octavian Buhociu: Die rumänische Volkskultur und ihre Mythologie : Totenklage, Burschenbünde und Weihnachtslieder, Hirtenphänomen und Heldenlieder. 1974.
- 9 Georg Veloudis: Das griechische Druck- und Verlagshaus "Glikis" in Venedig (1670–1854). Das griechische Buch zur Zeit der Türkenherrschaft. 1974.
- 10 Hans J. Grabmüller: Die Pskover Chroniken. Untersuchungen zur russischen Regionalchronistik im 13.–15. Jahrhundert. 1975.
- 11 Krista Zach: Orthodoxe Kirche und rumänisches Volksbewusstsein im 15. bis 18. Jahrhundert. 1977.
- 12 Johann von Gardner: System und Wesen des russischen Kirchengesanges. 1976. Digitalisat
- 13 Jürgen Kämmerer: Russland und die Hugenotten im 18. Jahrhundert (1689–1789). 1978.
- 14,1 Johannes Karayannopulos; Günter Weiss: Quellenkunde zur Geschichte von Byzanz (324–1453). Erster Halbband: Erster bis Dritter Hauptteil: Methodik, Typologie, Randzonen. 1982.
- 14,2 Johannes Karayannopulos; Günter Weiss: Quellenkunde zur Geschichte von Byzanz (324–1453). Zweiter Halbband: Vierter Hauptteil: Hauptquellen, Allgemeine Quellenlage (nach Jahrhunderten geordnet.) Anhang. 1982.
- 15 Johann von Gardner: Gesang der russisch-orthodoxen Kirche: Band 1. Bis zur Mitte des 17. Jahrhunderts. 1983. Digitalisat
- 16 Georges Descoeudres: Die Pastophorien im syro-byzantinischen Osten. Eine Untersuchung zu architektur- und liturgiegeschichtlichen Problemen. 1983.
- 17 Johann von Gardner: Gesang der russisch-orthodoxen Kirche: Band 2. Zweite Epoche: Mitte des 17. Jh. bis 1918. 1987. ISBN 3-447-02756-8. Digitalisat
- 18 Octavian Bârlea: Die Konzile des 13.–15. Jahrhunderts und die ökumenische Frage. 1989.
- 19 Friedrich Heyer: Die orientalische Frage im kirchlichen Lebenskreis: Das Einwirken der Kirchen des Auslands auf die Emanzipation der orthodoxen Nationen Südosteuropas 1804-1912. 1991. ISBN 3-447-03082-8.
- 20 Karla Günther-Hielscher, Helmut Wilhelm Schaller, Victor Glötzner: Real- und Sachwörterbuch zum Altrussischen. Neu bearbeitet von Ekkehard Kraft. 1995. ISBN 3-447-03676-1.
- 21 Bernadetta Wojtowicz: Geschichte der Ukrainisch-Katholischen Kirche in Deutschland vom Zweiten Weltkrieg bis 1956. 2000. ISBN 3-447-04339-3.
- 23 Politik und Religion in der Sowjetunion 1917–1941. Herausgegeben von Christoph Gassenschmidt und Ralph Tuchtenhagen. 2001, ISBN 3-447-04440-3.
- 22 Leben in zwei Kulturen : Akkulturation und Selbstbehauptung von Nichtrussen im Zarenreich. Herausgegeben von Trude Maurer und Eva-Maria Auch. 2000. ISBN 3-447-04338-5.
- 24 Sigismund von Herbersteins Rerum Moscoviticarum Commetarii 1549–1999. Jubiläumsvorträge. Herausgegeben von Frank Kämpfer und Reinhard Frötschner. 2002. ISBN 3-447-04625-2.
- 25 Gerhard Podskalsky: Von Photios zu Bessarion. Der Vorrang humanistisch geprägten Theologie in Byzanz und deren bleibende Bedeutung. 2003. ISBN 3-447-04752-6.
- 26 Sabine Merten: Die Entstehung des Realismus aus der Poetik der Medizin. Die Russische Literatur der 40er bis 60er Jahre des 19. Jahrhunderts. 2003. ISBN 3-447-04832-8.
- 27 Religion und Nation. Die Situation der Kirchen in der Ukraine. Herausgegeben von Thomas Bremer. 2003. ISBN 3-447-04843-3.
- 28 Julia Prinz-Aus der Wiesche: Die Russisch-Orthodoxe Kirche im mittelalterlichen Pskov. 2004. ISBN 3-447-04890-5.
- 29 Pre-Modern Russia and its World: Essays in Honor of Thomas S. Noonan. Ed. by Kathryn L. Reyerson, Theofanis G. Stavrou and James D. Tracy. 2006. ISBN 3-447-05425-5.